# 西方寺慈眼院
西方寺慈眼院（さいほうじじげんいん）は、岡山県瀬戸内市に所在する、長船の刀匠たちの菩提寺。
備前長船最後の刀匠である横山元之進祐定によって寄進された梵鐘が置かれている。この梵鐘は工芸品として瀬戸内市の文化財に指定されている。また10月頃に開催される「びぜんおさふね名刀まつり」の一環として「刀匠慰霊祭」が開催される。また祐定の墓も存在する。本尊は阿弥陀如来、脇士は観音と勢至。

## 来歴
寺伝によると天平勝宝（749年頃）の時代に、鑑真によって伽藍が創設されたと伝わっている。天長年間（824年頃）には空海によって三密瑜迦の道場として扱われた。中世には衰退するものの、1192年頃小笠原将監長光が一堂を建立した。その際に弥陀三尊を置いて、名前を往生山西方寺慈眼院と命名した。観応元年（1350年）に足利尊氏が田を寄進し、僧侶に祈祷を依頼した。宇喜多直家が備前法華の影響で寺を潰そうとしたが、長船越中守が田を寄進して回避した。後に直家の次男である秀家が寺の田を没収した。永享年間（1429年頃）には小早川秀秋によって堂塔が焼かれたため、衰退した。宝永年間（1704年頃）に池田綱政が寺領2石7斗7升4号を寄進し、堂宇を整備した。この時山号を往城山から寶城山（宝城山）に改称した。
2019年に日本刀の描かれた絵馬が住職によって考案され、500円以上の寄付により慈眼院で入手できるようになった。

## びぜんおさふね名刀まつり
毎年10月上旬の日曜日に開催される行事。歴代刀匠慰霊祭が行われるほか、刀に関するイベントや青空市などが開催される。備前長船刀剣博物館は観覧料が特別料金となり、また公開鍛錬といったイベントが開催される。

## 山内
祐定寄進の梵鐘
全高93.9センチメートル、口径53.9センチメートル、竜頭高18.2センチメートル、厚さ5.6センチメートル、乳高1.8センチメートル。南北朝時代の作品。『日本の梵鐘』によると、本作は九州芦屋鋳物師の作品であると推測されている。元々この鐘は筑紫神社のもので、後に備前藩の池田家によって後の操山にある仏心寺に寄付された。慈眼院の和尚である行覚の教化を受けた横山祐定（8代目）が1887年（明治20年）に本作を取得、寄進した。2004年（平成16年）11月1日に市指定文化財に指定。横山祐定家は江戸時代以降水害の影響を免れて刀の制作を続けていた。
なお、池の間には祐定の終云が記されている。
これ以外にも本堂正面には享保3年（1718年）3月に林藤三郎作の鰐口が奉納された。鼓面径37センチメートル、厚さ13センチメートル、肩幅11センチメートル。